# Tomasz Andrzej Chełchowski
Tomasz Andrzej Chełchowski (także Chełkowski, ur. 30 listopada 1802 w Choszczówce, zm. 16 stycznia lub 16 lutego 1861 w Kownie) – polski aktor i przedsiębiorca teatralny, organizator ruchu teatralnego na prowincji.

## Kariera aktorska
W 1823 wstąpił do warszawskiej Szkoły Dramatycznej pod kierunkiem Bonawentury Kudlicza. W 1825 występował w teatrze wileńskim. W latach 1826–1827 był związany z zespołami teatrów prowincjonalnych: Jana Brzezińskiego i Karola Bauera. W 1833 opuścił własny zespół, by zadebiutować na deskach teatru warszawskiego w roli Oskara (Trzydzieści lat czyli Życie szulera). W 1843 wyjechał do Lwowa, gdzie występował przez jeden sezon. Wystąpił m.in. w rolach: Szczerzeckiego (Miłostki ułańskie), Szewca (Gałganduch czyli Trójka hultajska), Ludwika (Familia Śpiochajłów), Staufera (Młyn diabelski), Jucundusa (Chłop milionowy), Feliksa (Jest temu lat szesnaście) i Gustawa (Dwaj więźniowie z galer).

## Zarządzanie zespołami teatralnymi
W 1829 odziedziczył po zmarłej żonie, majątek, który przeznaczył na zakup biblioteki i garderoby teatralnej. W tym samym roku zorganizował w Lublinie własny zespół teatralny, który występował również na prowincji: w Zamościu, Łęcznej i Łowiczu, Hrubieszowie, Chełmie, Krasnymstawie, Busku, Siedlcach, Włocławku, Kutnie, Kaliszu, Płocku, Radomiu i w innych miastach.  Dzierżawił teatry miejskie w Płocku, Lublinie i Siedlcach. W latach 1840–1843 kierował teatrem krakowskim. Został usunięty z tego stanowiska na skutek ostrej krytyki Hilarego Meciszewskiego. Po krótkim pobycie we Lwowie ponownie zorganizował własny zespół teatralny, z którym występował w Busku, Kielcach, Lublinie, Radomiu, Solcu, Łowiczu i Kaliszu. Ponownie objął dyrekcję teatru krakowskiego w 1849 r. i sprawował ją do 1853 r. W 1854 r. był dyrektorem teatru w Stanisławowie, od 1854 do 1857 r. - we Lwowie, w 1859 - w Grodnie i Suwałkach, a od sez. 1859/1860 - w Kownie. Okresowo zawierał współpracę z innymi dyrektorami teatrów prowincjonalnych, m.in. z Kajetanem Nowińskim (1829-1830) i Pawłem Ratajewiczem (1857). Był ambitnym i przedsiębiorczym zarządcą teatrów. Dążył do utworzenia i objęcia stanowiska generalnego dyrektora teatrów prowincjonalnych. W 1831 r. zbudował amfiteatr w Lublinie. W 1835, przebywając przez dłuższy okres w Płocku, zbudował teatr letni na stawie w ogrodzie Słupeckiego. Sprowadził do Krakowa artystów opery niemieckiej. Do jego zasług należy wychowanie pokolenia wybitnych aktorów teatralnych (m.in. Jan Walery Królikowski, Józef Franciszek Rychter, Ignacy Chomiński, Michał Chomiński, Józefa Radzyńska, Marcelina Ekerowa, Jan Nepomucen Chomanowski i Anastazy Trapszo.

## Życie prywatne
Był synem kucharza, Kazimierza Chełchowskiego i Bibianny z Krupskich. Jego pierwszą żoną była Delfina Chomińska ze Świerzawskich, a drugą Karolina z Kodrębskich, aktorka teatralna. Jego córką z drugiego małżeństwa była aktorka Lucylla Chełchowska.